# Padiglione (stacja kolejowa)
Padiglione (wł. Stazione di Padiglione) – stacja kolejowa w Anzio, na terenie Miasta Stołecznego Rzym, w regionie Lacjum, we Włoszech. Znajduje się na linii Albano – Nettuno. 
Według klasyfikacji RFI ma kategorię srebrną.

## Połączenia
Stacja jest obsługiwana przez pociągi regionalne linii FR8.

## Linie kolejowe
- Linia Albano – Nettuno